# Brzeźno (gmina Szczecinek)
Brzeźno (niem. Briesen) – wieś w Polsce położona w województwie zachodniopomorskim, w powiecie szczecineckim, w gminie Szczecinek.